# ۱۴۶۷ (میلادی)
۱۴۶۷ (میلادی) هزار و چهارصد و شصت و هفتمین سال تقویم میلادی است.